# Dolatettix intermedius
Dolatettix intermedius är en insektsart som beskrevs av Willemse, C. 1932. Dolatettix intermedius ingår i släktet Dolatettix och familjen torngräshoppor. Inga underarter finns listade i Catalogue of Life.